# Cobán
Cobán är en kommun och stad i Guatemala och huvudstad i departementet Alta Verapaz i den centrala delen av landet. Cobán ligger på 1 320 meters höjd över havet och kommunen hade 241 569 invånare 2013.
Staden grundades 1543 av dominikanermunkar. Kaffeodling och ekoturism är viktiga näringar.